# بی‌نقص (فیلم ۲۰۱۸)
بی‌نقص (به انگلیسی: Perfect) فیلمی محصول سال ۲۰۱۸ و به کارگردانی ادی آلکازار است. در این فیلم بازیگرانی همچون گرت وارینگ، کورتنی ایتون، تائو اوکاموتو، مائوری کامپته، ابی کورنیش، مارتین سنسمیر و لئوناردو نام ایفای نقش کرده‌اند.